# Hypnella diversifolia
Hypnella diversifolia là một loài Rêu trong họ Sematophyllaceae. Loài này được (Mitt.) A. Jaeger mô tả khoa học đầu tiên năm 1877.